# Макаров Павло Васильович
Павло Васильович Макаров (18 березня 1897, Скопин — 16 грудня 1970, Сімферополь) — ад'ютант генерала-полковника Добровольчої армії В. З. Май-Маєвського, прообраз розвідника штабс-капітана П. А. Кольцова — головного героя багатосерійного фільму «Ад'ютант його високоповажності».

## Біографія
Народився 18 березня 1897 року у місті Скопині Рязанської губернії (нині Рязанська область). Його батько — кондуктор товарних поїздів Сизрань—В'яземської залізниці — загинув в 1903 році під час аварії поїзда. Павло змушений був рано розпочати працювати: в друкарні, в малярно-покрівельної майстерні. Потім, переїхавши до Криму, торгував газетами від редакції газети «Південне слово», при цьому був заарештований за поширення інформації, яка не пройшла цензуру. Закінчив 4 класи училища.
Після початку першої світової війни вступив до Тифліської школи прапорщиків. У 1917 році потрапив на Румунський фронт, де на передовій, в окопах, дослужився до прапорщика. Після лікування від важкого поранення і контузії одержав відпустку, приїхав до матері, що мешкала в Севастополі. Тут його застало повідомлення про жовтневі події 1917 року в Петрограді і в Москві.

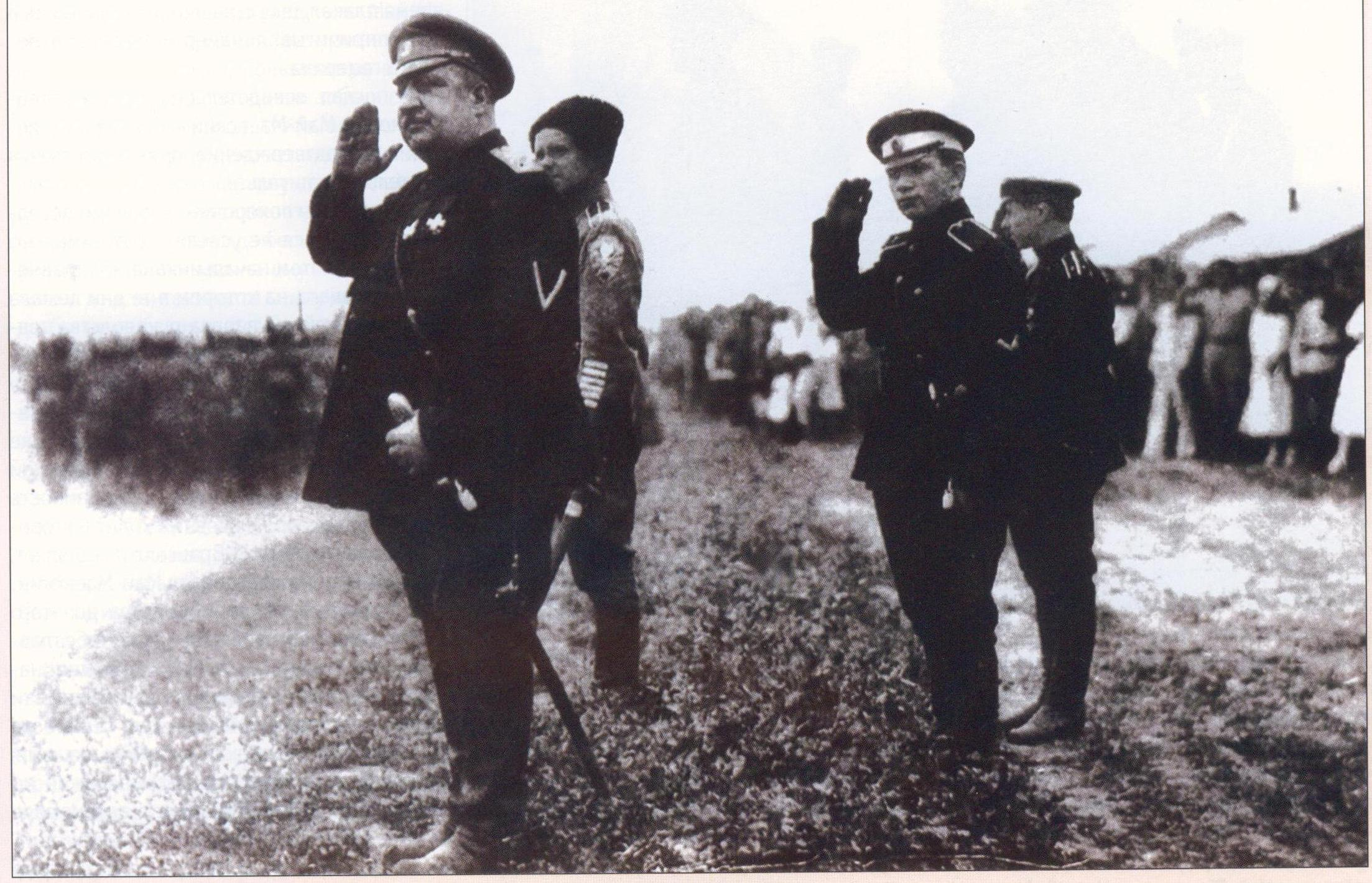
Командувач армією генерал Май-Маєвський (на передньому плані) і капітан Макаров (позаду).

У Криму Макаров приєднався до більшовиків і був направлений для формування частин Червоної Армії. Наприкінці весни 1918 року, під час однієї з поїздок в район бойових дій за завданням Севастопольського революційного штабу, Павло Макаров опинився в Мелітополі, який раптово захопили частини білої Добровольчої армії. Він спробував вибратися з міста, однак на околиці був затриманий кінним білогвардійським патрулем. Рятуючи своє життя, назвався офіцером, штабс-капітаном 134-го Феодосійського полку. Був зарахований у Добровольчу армію штабним офіцером у шифрувально-вербувальний відділ, що знаходився у Ставрополі. Незважаючи на відсутність освіченості і хороших манер, завдяки доносам на офіцерів, що допускали «крамольні вирази», зумів потрапити в довіру до командуючого армією В. З. Май-Маєвського і став його ад'ютантом. Брав участь у поході на Москву. Після звільнення з посади командувача Добровольчою армією В. З. Май-Маєвського, прибув з ним до Севастополя. Допоміг прийняти на службу ординарцем свого брата Володимира, що теж був більшовиком.
В ніч з 20 на 21 січня 1920 року був заарештований севастопольський підпільний комітет більшовиків, на чолі якого стояв Володимир Макаров. 20 січня Павло Васильович також був заарештований морською контрозвідкою в готелі Кіста, оскільки в його брата була знайдена листівка дворічної давнини з компрометуючою інформацією на Павла Макарова. Допит проходив під керівництвом начальника особливого відділу Ставки князя Туманова.
Проте Павлу Васильовичу вдалося втекти. В пошуках соратників він примкнув до «зеленої» повстанської армії, що діяла в Криму (по суті, вони вели партизанську війну проти білих). У «зелених», які на той час були союзниками червоних, він став на чолі загону (3-го Сімферопольського повстанського полку). За проведення успішних операцій проти білогвардійців був нагороджений іменним годинником. Після заняття Криму червоними частинами Макаров був направлений на роботу в ЧК, де займався боротьбою з бандитизмом. Пізніше працював у міліції, потім в Управлінні виправно-трудових установ при Наркоматі юстиції Криму. Після конфлікту з заступником Голови Кримського ЦВК Велі Ібрагімовим пішов з органів і повернувся на Батьківщину в Скопин, де керував місцевою міліцією. Невдовзі повернувся до Криму, виконував обов'язки дільничого наглядача в Алуштинській районній міліції, працював субінспектором карного розшуку Сімферопольської райміськміліції. В 1926 році за станом здоров'я залишив органи внутрішніх справ. У 1927 році вийшла книга спогадів Павла Макарова «Ад'ютант генерала Май-Маєвського». За два роки вона витримала п'ять видань.
В кінці 1920-х років була створена спеціальна комісія для перевірки колишніх червоноармійців, червоних партизанів тощо, що брали участь у громадянській війні. Не уникнув такої перевірки і Макаров. Після виходу його мемуарів від колишніх підпільників надходили численні викривальні листи. У 1929 році за результатами перевірки фактів, що містяться в книзі, Павло Васильович був виключений з лав червоних партизанів і позбавлений персональної пенсії. Зіграло свою роль в цьому і зловживання алкоголем.
У 1937 році Макаров був заарештований НКВС і пробув у місцях ув'язнення два роки. У ході слідства також проводилася перевірка фактів викладених у його книзі, при цьому з'ясувалося, що частина з них не відповідає дійсності, однак вирок був дуже м'яким (два роки ув'язнення «за заклик до підриву Радянської влади», з урахуванням вже проведеного у в'язниці часу був відразу випущений на свободу). Репутація Макарова була частково відновлена, в 1939 році йому навіть була повернута персональна пенсія у розмірі 200 рублів на місяць.
Під час радянсько-німецької війни Макаров став одним з організаторів партизанського підпілля, очолив партизанський загін. Разом з ним воювали його дружина і дочка. Син, який закінчив піхотне училище, загинув в 1943 році. У 1942 році був евакуйований на «велику землю». За заслуги під час війни нагороджений орденом Червоного Прапора, орденом Червоної Зірки, медаллю «Партизанові Вітчизняної війни» I ступеня.
Після війни книга про пригоди ад'ютанта генерала Май-Маєвського знайшла другу популярність. За її мотивами створювалися літературні твори, робилися театральні постановки. Однак про самого Макарова в них практично не згадувалося. Він намагався домогтися хоча б посилань на свою книгу, але це призводило лише до конфліктів з літераторами. Свого піку цей конфлікт досяг, коли в 1968 в журналі «Навколо світу» з'явився сценарій телевізійного фільму «Ад'ютант його високоповажності» під авторством Болгарина та Северського. Пізніше вийшла книга Ігоря Росоховатського на ту ж тему. Після цього він втомився боротися з тими, кого вважав плагіаторами.
Помер 16 грудня 1970 року у віці 73 років у Сімферополі.